# Marele viscol din 1954
Marele viscol din anul 1954 se referă la un fenomen meteorologic sever care s-a abătut asupra României la începutul lunii februarie a anului 1954, motiv pentru care această iarnă a fost considerată cea mai aspră din secolul al XX-lea.
Un puternic ciclon mediteraneean a traversat Peninsula Balcanică, s-a reîncărcat cu umiditate deasupra Mării Negre ajungând pe teritoriul României, unde a întâlnit un front de aer rece ce a acționat ca un baraj.
Viscolul a lovit în patru reprize, iar vântul a atins o viteză record.
Astfel, în București valoarea acestuia a fost de 126 km/h.
Ninsoarea abundentă a înregistrat un alt record: la 3 februarie la Grivița s-au depus 115,9 litri de zăpadă pe metru pătrat în 24 de ore.
Temperaturile au scăzut drastic ajungând la valori de −25 °C.
Cel mai gros strat de zăpadă din istoria măsurătorilor ANM a fost măsurat tot atunci, la Călărași și anume 173 cm, troienele atingând însă în unele zone din sud-estul țării și peste 5 metri înălțime.
În întrega țară, casele au fost acoperite cu zăpadă, fiind necesară intervenția armatei.
În București, orașul cel mai afectat, au fost scoase tancurile armatei pentru intervenții.
Zăpada a fost atât de mare, încât primăvara, după topirea acesteia, au fost găsite autoturisme strivite de șenilele tancurilor.
Nevoiți să locuiască în case din lut și acoperite cu paie, victimele deportărilor în Bărăgan au avut cel mai mult de suferit.